# Marco (La Coruña)
Marco es un lugar español situado en la parroquia de Sendelle, del municipio de Boimorto, en la provincia de La Coruña, Galicia. Está dividido en Marco de Abajo (O Marco de Abaixo) y Marco de Arriba (O Marco de Arriba).

## Demografía
| Gráfica de evolución demográfica de Marco entre 2000 y 2018 |
|                                                             |
| Datos según el nomenclátor publicado por el INE.            |